# Кнюзель, Йозеф Мартин
(Мельхиор) Йозеф Мартин Кнюзель (нем. (Melchior) Josef Martin Knüsel) (16 ноября 1813 года, Люцерн, кантон Люцерн, Швейцария — 15 января 1889 года, там же) — швейцарский политик, президент. Член Радикально-демократической партии.

## Биография
Сын торговца, Йозеф Мартин Кнюзель после окончания школы в родном Люцерне, обучался праву в университетах Гейдельберга и Геттингена. В 1841 году стал прокурором. В 1847 году был избран в Кантональный совет и в том же году женился на Бернардине Бруннер, но брак остался бездетным.
- 1 января — 31 декабря 1853 — глава правительства кантона Люцерн (1-й раз).
- 1 января — 14 июля 1855 — глава правительства кантона Люцерн (2-й раз).
- 14 июля 1855 — 31 декабря 1875 — член Федерального совета Швейцарии.
- март 1855  — 31 декабря 1856 — начальник департамента (министр) финансов.
- 1 января — 31 декабря 1857 — начальник департамента торговли и сборов.
- 1 января — 31 декабря 1858 — начальник департамента юстиции и полиции.
- 1 января 1859 — 31 декабря 1860 — начальник департамента торговли и сборов.
- 1 января — 31 декабря 1860 — вице-президент Швейцарии.
- 1 января — 31 декабря 1861 — президент Швейцарии, начальник политического департамента (министр иностранных дел).
- 1 января 1862  — 31 декабря 1863 — начальник департамента финансов.
- 1 января 1864 — 31 декабря 1865 — начальник департамента юстиции и полиции.
- 1 января — 31 декабря 1865 — вице-президент Швейцарии.
- 1 января — 31 декабря 1866 — президент Швейцарии, начальник политического департамента.
- 1 января 1867 — 31 декабря 1873 — начальник департамента юстиции и полиции.
- 1 января 1874 — 31 декабря 1875 — начальник департамента внутренних дел.

В 1875 году Кнюзель не был избран в Федеральный совет, после чего возглавлял различные благотворительные общества.